# Austin Bibens-Dirkx
Austin Bibens-Dirkx (né le 29 janvier 1985 à Salem, Oregon, États-Unis) est un lanceur droitier de la Ligue majeure de baseball.

## Carrière
Joueur des Pilots de l'université de Portland, Austin Bibens-Dirkx est choisi par les Red Sox de Boston au 16e tour de sélection du repêchage de 2006. 
Bibens-Dirkx lance 12 ans en ligues mineures avant de faire ses débuts dans le baseball majeur à l'âge de 32 ans : il joue pour des clubs mineurs affiliés aux Mariners de Seattle (2006-2008), aux Cubs de Chicago (2009-201), aux Rockies du Colorado (2012), aux Nationals de Washington (2012),  aux Blue Jays de Toronto (2013-2015) et aux Rangers du Texas (2016-2017), en plus de quelques séjours dans le baseball indépendant.
Il fait ses débuts dans le baseball majeur comme lanceur de relève des Rangers du Texas le 17 mai 2017 face aux Phillies de Philadelphie.